# 阿拉威运河
阿拉威运河是美国夏威夷檀香山的一条人工水道，亦是旅游区威基基的东北侧边界。它建造于1928年，初衷是排干当时仍是水稻田和沼泽遍布的的威基基地区。它亦是一条服务于檀香山市区中部和东部的主要泄洪水道。
该运河起于西北部的卡帕胡鲁大道，贯穿威基基，然后转向西南最终汇入太平洋。麦卡利街，卡拉卡瓦大道，阿拉莫阿纳大道均有桥梁跨越河道。阿拉威大道在运河西岸的威基基一侧，和运河平行。

## 历史

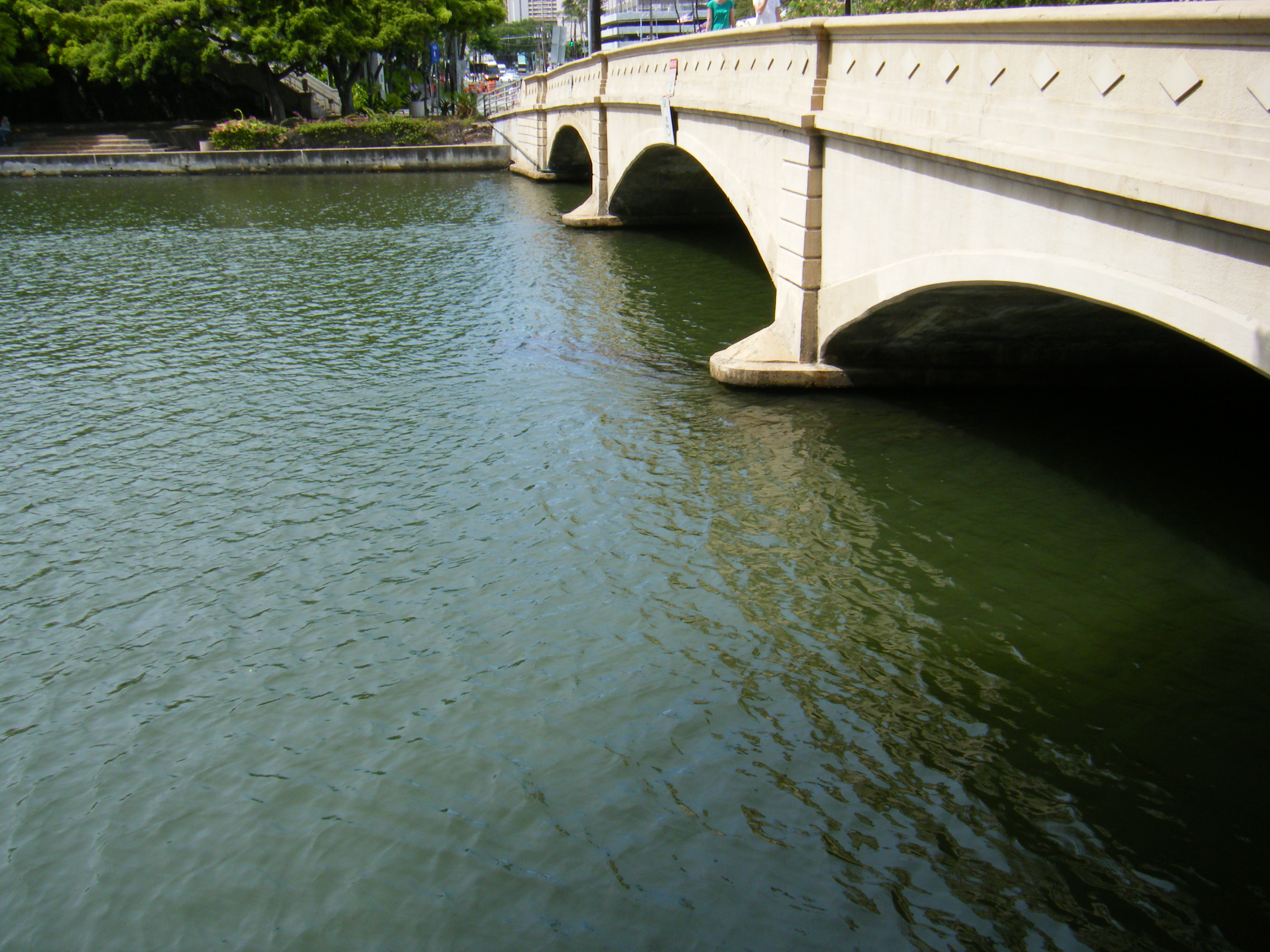
卡拉卡瓦大道跨越阿拉威运河的桥梁

在运河修建之前，威基基是一片湿地，水源来自于马基基，帕洛洛和马诺阿谷地并汇入大海。 在20世纪初, 时任夏威夷领地卫生署长的卢修斯·平卡姆提议为湿地修建泄洪水道，因为他认为湿地"不卫生。" 虽然该运河的建议获得卫生署的批准，但州政府迟迟没有最后完成最终核准，直到平卡姆本人成为夏威夷总督。
该运河由沃尔·迪灵汉的夏威夷的疏浚工程建筑公司（现已被日本鹿岛建设收购）承建，始于1921年，1928年竣工。市政厅给威基基新建筑颁发许可证，要求建筑须高于海平面。迪灵汉出售疏浚运河产生的弃土，建筑业者以此增加新土地的高程。运河常态化的疏浚持续到今天。
运河将溪流的水直接汇入海洋，并排干几平方英里的土地用于房地产建设。土地是征收是相对和平和温和的，土地的产权所有者保留了小块的种米和豆类的农场。
这些土地的征收被认为是最终发展威基基为旅游中心的关键一环。
根据最初的设计，运河的两英里长水道，在两端各有一个出口，以便于沉积物冲入海洋。但最终工程师决定不修建东部的出口，因为那边靠近卡皮欧拉尼公园和威基基戰爭紀念館遊泳館，他们认为排出的沉积物会污染海滩。

## 环境问题

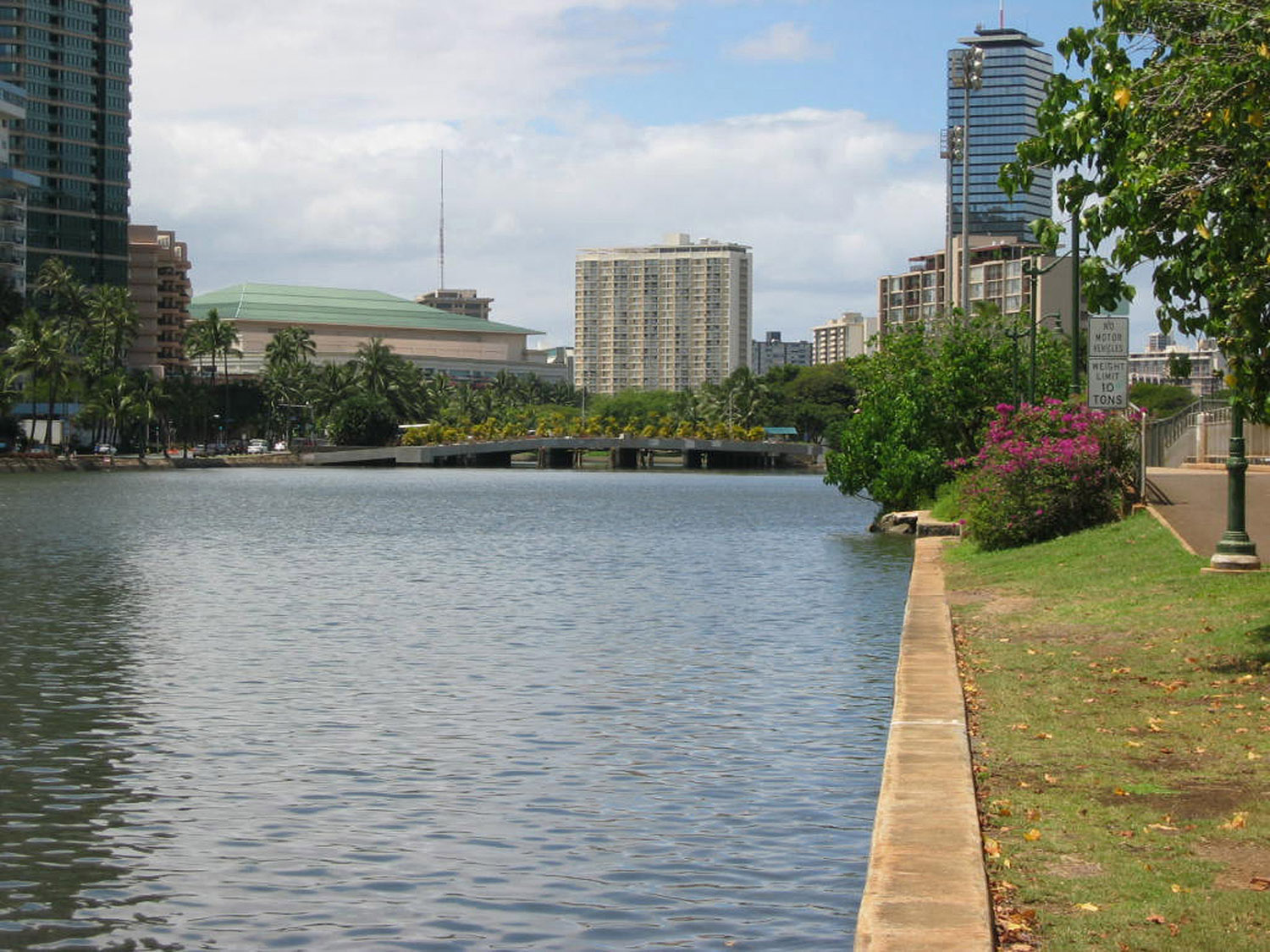
阿拉威运河河岸

联邦的洪水专家担忧，大雨可能造成运河河水溢出，造成淹没钻石头到阿拉莫纳和莫伊利伊利深达五英尺的洪水。为预防这样的灾害，美国陆军工程兵部队已经审查了各种措施，包括疏浚挖深河道，拓宽麦卡利街的桥梁，以及沿着运河修建堤坝墙。
另一个主要问题是城市化带来的运河水体污染。除了街道和不断增长的社区的径流，在运河还检测出了汞。汞主要来自于阿拉威海港中行驶的船只，因为船体上的油漆有汞的成分。1976年卫生部报告还显示，运河的水经常受到突破联邦规定的计数上限的粪便大肠杆菌、这是一个很高的细菌的指标。
运河已经疏浚至少三次，分别是1967年、1978年和2002年。大多数疏浚挖出的沉积物丢弃在海洋中，除了一些2002年疏浚出的，被认为有毒的沉积物，被用于在火奴鲁鲁国际机场的填海工程。
在2006年3月，猛烈的暴雨使运河周围的下水道超负荷运转，最终污水线因过高水压而破裂。几天后，污水溢出公开化。此后，檀香山市长慕非·韓納曼决定将近4.8 × 107美制加侖（180,000立方）未经处理的污水导入阿拉威运河，试图避免这些污水回流到酒店和住宅。 这一引流造成运河在一些地区的局部泛滥，污水之后污染了威基基和附近的海滩。导致了阿拉威运河的海滩，包括威基基和阿拉莫阿纳地区因健康问题而暂时关闭。事件发生几个星期后，海滩最终重新开放，但阿拉威运河仍耗费数个月时间，以解除重大的健康危机，确认安全。 一个人在落入阿拉威海港附近的运河后死于败血性休克，他的死亡被归因于一些洪水后遗留的高含量的细菌。
尽管运河的检测指标经常低于戏水和娱乐性使用的安全标准，但目前当局没有禁止这样使用。数以百计的划艇和船，使它成为州内的一个最常用的内陆水道。
2022年，夏威夷大学马诺阿分校海洋学系的研究人员发表了一篇论文，详细介绍了运河中食肉菌的毒性水平。此外，该文表示，随着当前全球环境的变化，到2100年阿拉威运河的创伤弧菌的平均密度将增加两到三倍。

## 照片

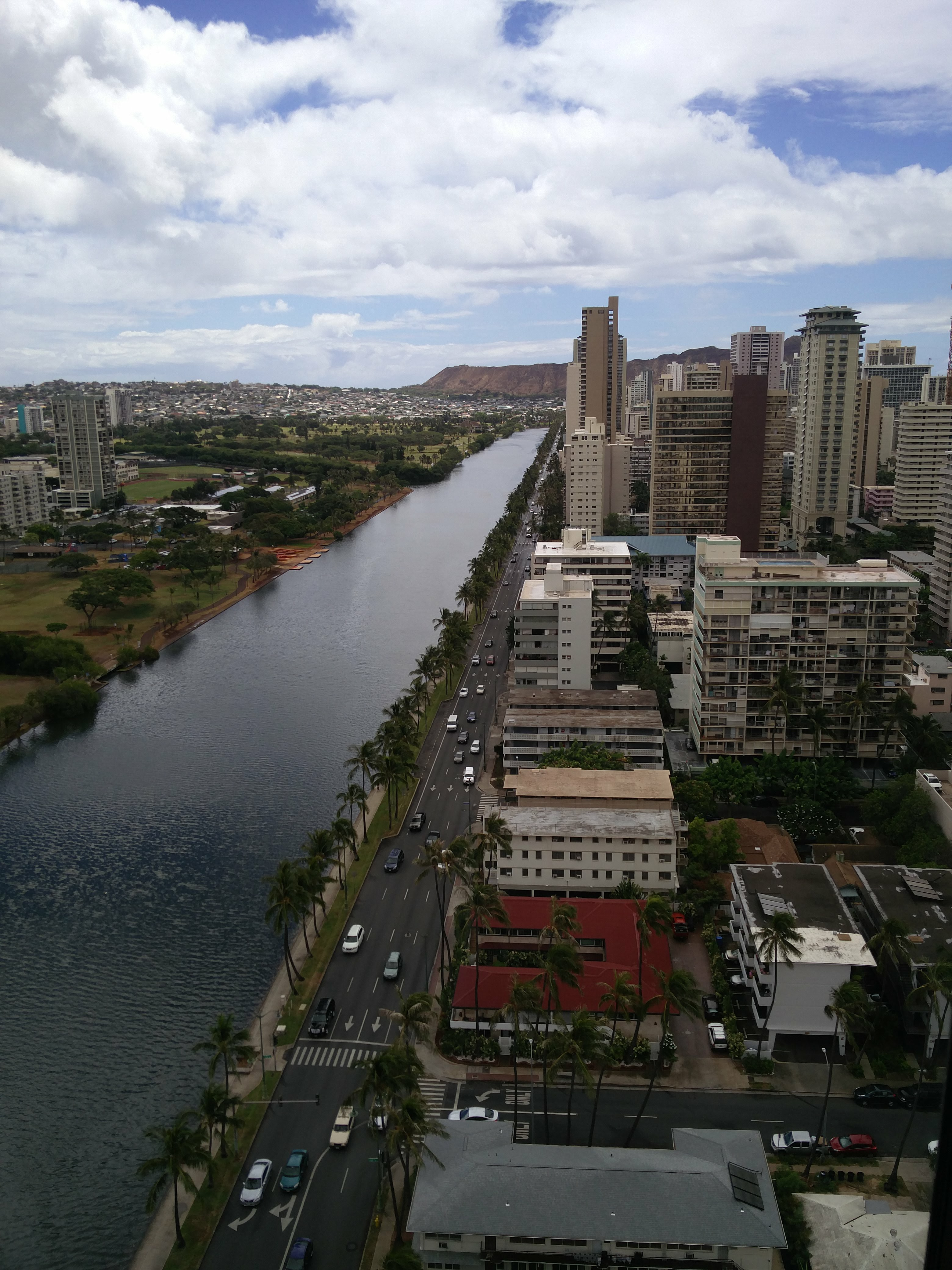
从29楼眺望阿拉威运河

## 参看
- 阿拉威海港（英语：Ala Wai Harbor）
- 库西欧海滨公园（英语：Kuhio Beach Park）